# ألفريد برايسلر
ألفريد برايسلر (بالألمانية: Alfred Preißler)‏ مواليد 9 أبريل 1921 في دويسبورغ، ألمانيا - الوفاة 15 يوليو 2003، كان لاعب كرة قدم ألماني كان يلعب كمهاجم. لعب خلال مسيرته 317 مباراة سجل خلالها 187 هدفاً.

## المسيرة الاحترافية

### أندية لعب لها
- بوروسيا دورتموند

## روابط خارجية
- ألفريد برايسلر على موقع قاعدة بيانات كرة القدم.إي يو (الإنجليزية)
- ألفريد برايسلر على موقع بيانات كرة القدم. دي إي (الألمانية)
- ألفريد برايسلر على موقع ناشيونال فوتبول تيمز (الإنجليزية)
- ألفريد برايسلر على موقع عالم كرة القدم.نت (الإنجليزية)